# Bomarea salicifolia
Bomarea salicifolia là một loài thực vật có hoa trong họ Alstroemeriaceae. Loài này được Killip miêu tả khoa học đầu tiên năm 1936.